# Ǡ
Cette page contient des caractères spéciaux ou non latins. S’ils s’affichent mal (▯, ?, etc.), consultez la page d’aide Unicode.
Ǡ (minuscule : ǡ), appelé A point suscrit macron, est un graphème utilisé dans l’écriture du live.
Il s’agit de la lettre A diacritée d’un point suscrit et d’un macron.

## Représentations informatiques
Le A point suscrit macron peut être représenté avec les caractères Unicode suivants :
- précomposé (latin étendu B)[1] :

| formes    | représentations | chaînes de caractères | points de code | descriptions                                      |
| --------- | --------------- | --------------------- | -------------- | ------------------------------------------------- |
| capitale  | Ǡ               | Ǡ                     | U+01E0         | lettre majuscule latine a point en chef et macron |
| minuscule | ǡ               | ǡ                     | U+01E1         | lettre minuscule latine a point en chef et macron |

- décomposé et normalisé NFD (latin de base, diacritiques) :

| formes    | représentations | chaînes de caractères | points de code       | descriptions                                                           |
| --------- | --------------- | --------------------- | -------------------- | ---------------------------------------------------------------------- |
| capitale  | Ǡ               | A◌̇◌̄                   | U+0041 U+0307 U+0304 | lettre majuscule latine a diacritique point en chef diacritique macron |
| minuscule | ǡ               | a◌̇◌̄                   | U+0061 U+0307 U+0304 | lettre minuscule latine a diacritique point en chef diacritique macron |